# Опел аскона
Опел аскона је аутомобил средње класе немачког произвођача аутомобила Опела, који се производио у три генерације до 1988. Настала је као конкуренција Форду таунусу. У ауто-спортовима, са рели верзијом аутомобила „аскона 400“, Валтер Рорл је 1982. године освојио Светски рели шампионат.

## Историјат
Опел је лансирао аскону 28. октобра 1970. године у седан верзији са 2 и 4 врата, и караван верзији са 3 врата. Модел је добио назив по летовалишту на језеру у Швајцарској. Раније, 50-их година, специјална верзија Опела рекорда је продавана у Швајцарској као Опел аскона, и поново 1968. је исто име носила прилагођена верзија Опел кадета. Производња асконе је прекинута августа 1988. када ју је заменила Опел вектра А.
Произведене су три генерације (серије) овог аутомобила:
- Аскона А производила се од 1970. до 1975. године.
- Аскона Б се у производњи задржала од 1975. до 1982. године.
- Аскона Ц се производила од 1981. до 1988. године.

У првој генерацији, рађеној до 1975, постојала је лимузина с двоја и четвера врата, као и караван војаж, али само у тровратној верзији. У серији Б, рађеној од 1975. до 1981. понуђене су само две лимузинске верзије, а у трећој, задњој генерацији, од 1981. до 1988. придодана им је и комби-лимузинска варијанта с пет врата. Упоредимо ли то с многобројним варијантама директног конкурента, таунуса/сијере, јасно је да је Опелов одабир био скроман и да су се, посебно по питању немања каравана, одрекли дела тржишта из непознатих разлога.

### Опел аскона Б (1975–1982)
Друга верзија асконе је презентована 1975. године у Франкфурту. Била је доступна у верзијама са 2 и 4 врата и са 2 и 3 врата у купе верзији. Аскона Б је на почетку задржала исте моторе као и аскона А, али је 1978. године 1.9 мотор замењем са 2.0, и верзијама са већом компресијом којима је био потребан бензин од 98 октана. Мотор од 2 литра је имао Бош Л-џетроник убризгавање, а 1978. је такође додат и дизел-мотор од 2 литра.
У Уједињеном Краљевству, аскона се продавала као „Воксол кавалијер“, а у ЈАР као Шевролет хевер (предњи крај као од манте Б) и Шевролет аскона (идентична европској верзији). До 1981. године је произведено преко 1,2 милиона примерака овог модела.
- Август 1975. - почетак производње модела аскона Б.
- Јануар 1976. - затамњена стакла као опција без доплате.
- Септембар 1977. - нови 2.0 мотор (20S од 100 кс) из рекорда Е са хидрауличним подизачима замењује 1.9S мотор.
- Јануар 1978. - нови 2.0 мотор (20N од 90 кс). Сви модели добијају електричне брисаче.
- Јануар 1979. - појавила се рели верзија „аскона 400“ са 2.4 мотором.
- Фебруар 1979—1.3 OHC мотор замењује ранију 1.2 OHV верзију.
- Јануар 1980. - нови 2.0Е мотор са убризгавањем од 110 кс (81 kW).
- Јануар 1981. - промене на 19N и 20N моторима.
- Август 1981. - крај производње.

Рели верзија „аскона 400“ је развијена од стране Опела паралелно са развојем „манте Б 400“. На пројекту су унајмљени Ирмшер и Косворт. Са овом рели верзијом, направљеном у 448 примерака за групу Б, возач Валтер Рорл је 1982. године освојио Светски рели шампионат. Аскона 400 је била много успешнија у аутомобилском спорту од Манте 400 и то у конкуренцији легендарне Ланче 037. Ипак, Опел је преферирао Манту, па је представио готово идентичан, но много мање успјешан аутомобил на истој механичкој основи, с каросеријом која је евоцирала манту.
| Бензински (четворотактни) мотор | Бензински (четворотактни) мотор | Бензински (четворотактни) мотор | Бензински (четворотактни) мотор | Бензински (четворотактни) мотор | Бензински (четворотактни) мотор | Бензински (четворотактни) мотор |
| Тип                             | Радна запремина                 | Снага                           | Обртни момент                   | Максимална брзина               | Убрзање 0-100                   | Комб. потрошња                  |
| ------------------------------- | ------------------------------- | ------------------------------- | ------------------------------- | ------------------------------- | ------------------------------- | ------------------------------- |
| [ 2 ]                           | 1297 cm³                        | 44 kW @ 5800 rpm                | 96 Nm @ 3800 rpm                | 145 km/h                        | 19 sec                          | 8.9 l/100km                     |
| [ 3 ]                           | 1584 cm³                        | 44 kW @ 5000 rpm                | 115 Nm @ 3800 rpm               | 145 km/h                        | 17.5 sec                        | 9.9 l/100km                     |
| [ 4 ]                           | 1584 cm³                        | 55 kW @ 5000 rpm                | 103 Nm @ 3800 rpm               | 158 km/h                        | 14                              |                                 |
| [ 5 ]                           | 1979 cm³                        | 81 kW @ 5400 rpm                | 162 Nm @ 3400 rpm               | 182 km/h                        | 10                              |                                 |
| [ 6 ]                           | 1979 cm³                        | 66 kW @ 5200 rpm                | 145 Nm @ 3800 rpm               | 167 km/h                        | 11.5                            | 10.3 l/100km                    |
| [ 7 ]                           | 1979 cm³                        | 73.5 kW @ 5400 rpm              | 153 Nm @ 3800 rpm               | 175 km/h                        | 11                              | 9.4 l/100km                     |
| 400                             | 2410 cm³                        | 106 kW @ 5200 rpm               | 199 Nm @ 3500 rpm               | 200 km/h                        | 7.9                             |                                 |
| Дизел (четворотактни) мотор     |                                 |                                 |                                 |                                 |                                 |                                 |
| [ 9 ]                           | 1998 cm³                        | 43.2 kW @ 4200 rpm              | 115 Nm @ 2400 rpm               | 137 km/h                        | 21                              | 8.1 l/100km                     |

### Опел аскона Ц (1981–1988)
| Бензински (четворотактни) мотор | Бензински (четворотактни) мотор | Бензински (четворотактни) мотор | Бензински (четворотактни) мотор | Бензински (четворотактни) мотор | Бензински (четворотактни) мотор | Бензински (четворотактни) мотор |
| Тип                             | Радна запремина                 | Снага                           | Обртни момент                   | Максимална брзина               | Убрзање 0-100                   | Комб. потрошња                  |
| ------------------------------- | ------------------------------- | ------------------------------- | ------------------------------- | ------------------------------- | ------------------------------- | ------------------------------- |
| [ 10 ]                          | 1598 cm³                        | 66 kW @ 5800 rpm                | 126 Nm @ 3800 rpm               | 170 km/h                        | 12.5                            | 7.9 l/100km                     |
| [ 11 ]                          | 1796 cm³                        | 84.5 kW @ 5800 rpm              | 151 Nm @ 4800 rpm               | 190 km/h                        | 9.9                             | 8 l/100km                       |
| Дизел (четворотактни) мотор     |                                 |                                 |                                 |                                 |                                 |                                 |
| [ 9 ]                           | 1598 cm³                        | 40 kW @ 4600 rpm                | 96 Nm @ 2400 rpm                | 145 km/h                        | 19.8                            | 6.6 l/100km                     |